# Алфред Дьоблин (награда)
Литературната награда „Алфред Дьоблин“ (на немски: Alfred-Döblin-Preis) е учредена през 1979 г. от нобеловия лауреат за литература Гюнтер Грас в памет на писателя Алфред Дьоблин. Присъжда се на всеки две години за още непубликувана прозаична творба на немски езис с цел да улесни нейния автор да я завърши без материални затруднения. Наградата възлиза на 12 000 €.
Наред с главното отличие се присъжда и поощрителна награда в размер на 5000 €.
Конкурсът за наградите се провежда от Литературния колоквиум и Академията на изкуствата в Берлин.

## Носители на наградата (подбор)
- Геролд Шпет (1979)
- Герт Хофман (1981)
- Герхард Рот (1983)
- Едгар Хилзенрат (1989)
- Петер Курцек (1991)
- Райнхард Иргл (1993)
- Катя Ланге-Мюлер (1995), Инго Шулце (поощрителна награда)
- Норберт Гщрайн (1999)
- Йозеф Винклер (2001)
- Михаел Кумпфмюлер (2007)
- Ойген Руге (2009)
- Саша Станишич (2013)
- Наташа Водин (2015)